# Evert Hoolwerf
Evert Hoolwerf, (Spakenburg, 2 mei 1995) is een Nederlandse langebaanschaatser die lid is van schaatsvereniging S.S.V. Nijkerk, woonachtig te Eemdijk. Zijn neef Willem Hoolwerf schaatst eveneens.

## Biografie
Hoolwerf werd als achtjarige bij de Alternatieve Elfstedentocht op de Weißensee na vijftig kilometer van het ijs gehaald, omdat hij te jong was. 
Evert is afkomstig uit een schaatsfamilie:
zijn vader Willem Hoolwerf sr en zijn oom Albert Hoolwerf waren marathonschaatser en wonnen in respectievelijk 2004 en 2005 op de Weissensee de snelle toer over 200 kilometer.
Hoolwerf won veel wedstrijden bij de jeugd, maar viel pas op bij een wedstrijd op diezelfde Weißensee. Als 15-jarige deed hij mee in de ploegachtervolging aan de zijde van BAM-rijders als Arjan Stroetinga en Willem Hut. De twee seizoenen daarna schaatste hij in de eerste divisie naar meerdere overwinningen. In 2014 stapte hij van trainer Henk Angenent over naar het opleidingsteam opleidingsteam Clafis/Tjolk van trainer Jillert Anema. Deze overstap deed hij met zijn neef Willem Hoolwerf. Op het NK Allround van 2014 in Heerenveen reed hij drie persoonlijke records. Op 24 oktober 2015 won hij de eerste wedstrijd in de KPN Marathon Cup.
In seizoen 2018/2019 maakte hij deel uit van Team easyJet, maar maakte in 2022 de overstap naar Team Reggeborgh waarvoor ook zijn neven Bart en Willem uitkomen. Op 1 januari 2023 won hij zijn marathontitel op kunstijs. Na 150 ronden op de Jaap Edenbaan in Amsterdam versloeg hij Robert Post en Sjoerd den Hertog in de sprint.

## Resultaten
| jaar | NK Afstanden           | NK Allround |
| ---- | ---------------------- | ----------- |
| 2015 | 12e 5000 · massastart  | NC16        |
| 2016 | 8e 5000m 7e massastart | 5e          |
| 2017 | 15e 5000m              | NC12        |
| 2018 | 15e 5000m              |             |
| 2019 | 7e massastart          |             |
| 2022 | 15e massastart         |             |
| 2023 | DQ massastart          |             |

| Jaar | Plaats | Kampioenschap                                |
| ---- | ------ | -------------------------------------------- |
| 2011 | 1e     | Weissensee Talent Trophy - proloog           |
| 2012 | 1e     | AIJV Mijnten schaatsmarathon                 |
| 2012 | 1e     | Ronde van Warmenhuizen                       |
| 2014 | 1e     | Nederlands Kampioenschap Marathon Junioren A |
| 2014 | 1e     | Sjoerd Huisman Bokaal (KPN Marathon Cup 6)   |
| 2014 | 1e     | Heideman Bokaal                              |
| 2015 | 1e     | Jaap Eden Bokaal                             |
| 2023 | 1e     | NK Marathon op kunstijs                      |

## Persoonlijke records
| Afstand     | Tijd     | Datum            | Baan       |
| ----------- | -------- | ---------------- | ---------- |
| 500 meter   | 37,62    | 5 december 2015  | Heerenveen |
| 1000 meter  | 1.14,83  | 25 februari 2017 | Heerenveen |
| 1500 meter  | 1.49,13  | 24 januari 2016  | Heerenveen |
| 3000 meter  | 3.49,13  | 10 december 2015 | Heerenveen |
| 5000 meter  | 6.19,40  | 2 december 2016  | Astana     |
| 10000 meter | 13.23,78 | 24 januari 2016  | Heerenveen |